# Дріт

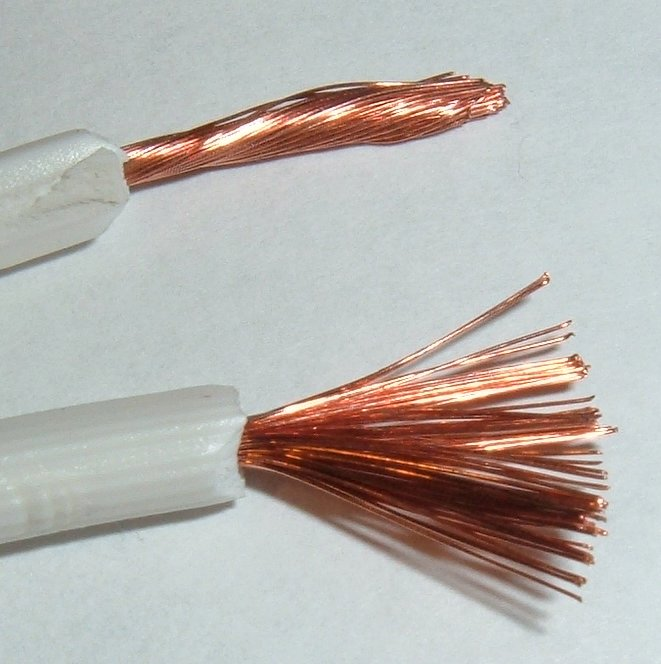
Електричний дріт

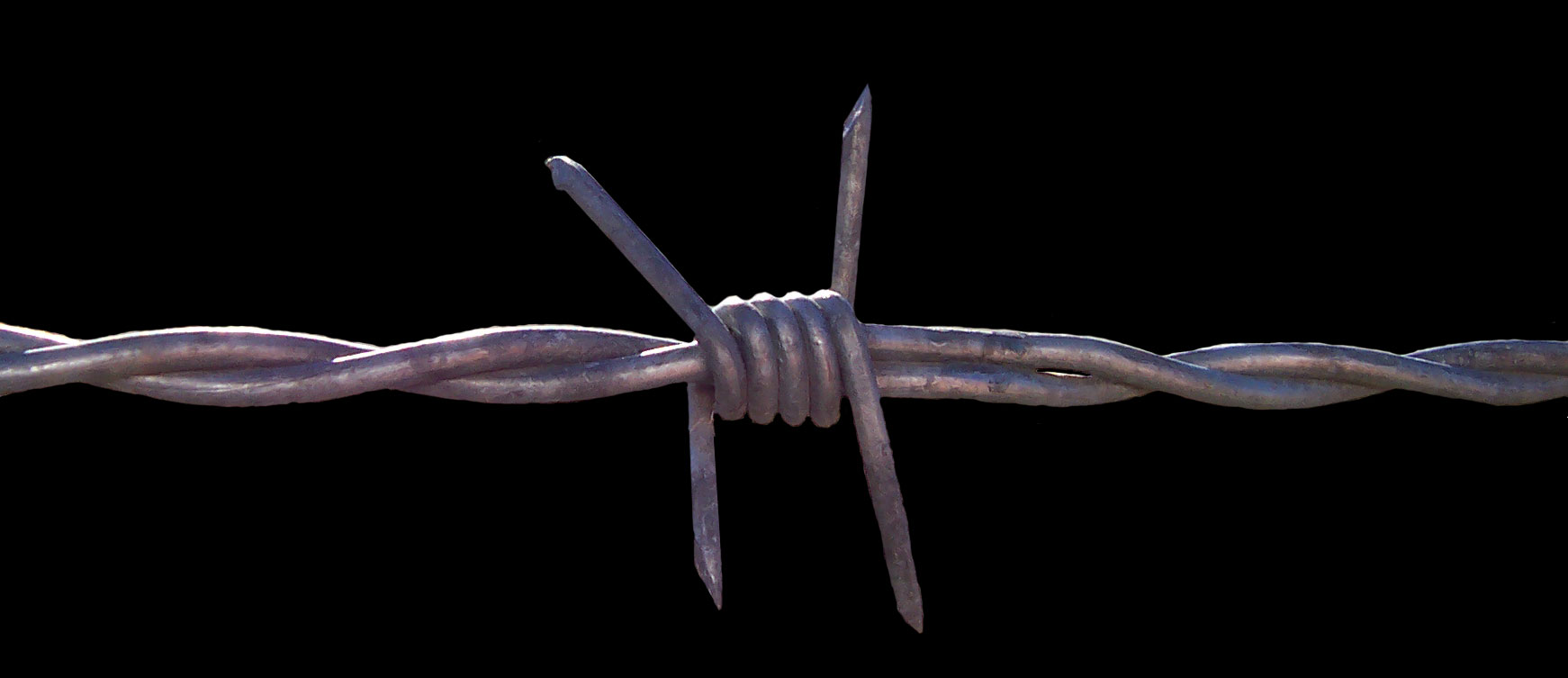
Колючий дріт

Дріт — металевий виріб у вигляді гнучкої нитки або тонкого прута.
Слово дріт через посередництво пол. drot (сучасна форма drut) походить від нім. Draht («дріт»), утвореного від дієслова drehen — «крутити», «повертати». Звідси також слово «дротик».

## Опис
Дріт зазвичай круглого, рідше — шестикутного, квадратного, трапецієподібного або овального перерізу зі сталі, алюмінію, міді, нікелю, титану, цинку, їх сплавів та інших металів, може бути витим або суцільним. Випускають також біметалічний і поліметалічний дріт, ізольований або голий.
Дріт для електропроводки, найчастіше може бути одножильним, двожильним (однофазна електрична мережа — фаза, нуль; або мережа постійного струму — плюсова жила, мінусова жила), трижильним (однофазна мережа — фаза, нуль, заземлення), чотирижильним (трифазна електрична мережа — Ф1, Ф2, Ф3, нуль)  або п'ятижильним (трифазна мережа — Ф1, Ф2, Ф3, нуль, заземлення). Багатожильні дроти також можуть бути гнучкими (для приєднання пересувних електроспоживачів) або жорсткими (найчастіше, для улаштування електропроводки) — у цьому разі вони ще можуть мати ізоляцію, яка не розповсюджує горіння.
Дріт одержують шляхом протяжки, волочіння крізь отвори, які послідовно зменшуються.
Діаметр дроту — від часток міліметра до десятків міліметра.

## Історія
Єгиптяни за часів другої династії виготовляли ланцюжки і декоративні елементи прикрас з трубочок. Трубочки отримували з металевих листів волочінням. Лист розрізали на смужки, смужки пропускали крізь отвори в кам'яних намистинах. При цьому смужки загортали навколо самих себе і утворювали тонкі трубки.
Дріт золотих прикрас середини II століття до н. е. відрізнявся наявністю швів, які йшли по спіралі уздовж всієї її довжини. Отримували такий перекручений дріт прокатуванням смужок металу між плоских поверхонь. З VII століття в Європі стали застосовувати волочіння.
Дріт квадратного і шестикутного перерізу імовірно виготовляли плющенням. Металевий прут затискали між рифленими шматками металу (наприклад, між рифленим пуансоном і рифленим металевим ковадлом) і кували. Метод виник приблизно на початку 2-го тисячоліття до н. е. в Єгипті, а також — в бронзову добу. В залізну добу Європа використовувала цей спосіб для виготовлення смолоскипів і фібул.
Перекручений дріт квадратного перерізу був поширеним філігранним декором в етруських прикрасах.
Приблизно в середині 2-го тисячоліття до н. е. з'явився новий різновид декоративного дроту — ланцюжок ланок. Можливо, найбільш ранній з подібних дротів є зазублений дріт, що вперше з'явився в кінці 3-го, початку 2-го тисячоліття до н. е. в Малій Азії, а можливо і трохи пізніше.

## Отримання і застосування
Зазвичай дріт, наприклад мідний чи алюмінієвий, виходить шляхом протягання (волочіння) заготовки (катанки) крізь послідовно зменшувані отвори, або шляхом безперервного лиття і прокату. Якщо потрібно прибрати оксиди і наліт, перед волочінням заготовку труять в розчині сірчаної кислоти або інших витравлювачах, після чого простягають на волочильних станах і відпалюють у спеціальних печах. Відпал дозволяє отримати однорідні, механічних властивості дроту по всій довжині, а також збільшити його міцність. Щоби не пошкодити поверхню дроту, робочу поверхню волочильного стану покривають змащенням. Готовий дріт зазвичай змотують в мотки і котушки, які зручно транспортувати і зберігати .
Дріт випускається різного діаметру (від десятих до десятків міліметрів) і використовується для виготовлення електричних проводів, метвиробів, пружин, свердел, термопар, електродів, електронних приладів, декоративних виробів.
Для прокладання повітряних ліній електропередач найчастіше застосовується дріт АС звитий з алюмінієвих жил з додаванням однієї сталевої, для тримальної міцності. Представником найсучаснішого дроту для улаштування низьковольтних ЛЕП, є самоутримний ізольований дріт облаштований металевим тросом для зручності його прокладки.
Основою багатьох нагрівальних елементів (в електричних бойлерах, пралках, обігрівачах повітря) служить дріт з високим електричним опором. І найчастіше цей дріт виготовлено з ніхрому. Тут застосовується властивість дроту виділяти тепло під час проходження по ньому електричного струму.

### У творчості
Плетіння з дроту (вайрворкінг) в наш час (початок XXI ст.) є поширеним видом творчості, як серед професійних майстрів, так і любителів. З дроту можуть бути зроблені окремі частини декору або повноцінні вироби: підвіски, брошки, сережки, кільця, браслети, а також елементи інтер'єру. Часто використовуються додаткові предмети, для невеликих виробів це намистини, бісер, вироби з каменю. Зазвичай для творчості береться дріт з міді, латуні або оцинкованої сталі.